# Pierre Itier
Pierre Itier (citato anche come Ithier) (Beaumont-du-Périgord, ... – Avignone, 20 maggio 1367) è stato un cardinale e vescovo cattolico francese, era chiamato il cardinale di Dax. Era zio del futuro pseudocardinale Raimond Ithier.

## Biografia
Aveva completato gli studi in legge ed era diventato un rinomato giureconsulto (doctor legum egregius).
Il 10 maggio 1359 fu nominato vescovo di Dax, titolo che mantenne fino alla promozione al cardinalato.
Nel concistoro del 17 settembre 1361 fu elevato al rango di cardinale con il titolo dei Santi Quattro Coronati.
Partecipò al conclave del 1362, che elesse papa Urbano V.
Il 4 febbraio 1364 optò per l'ordine dei cardinali vescovi e per la sede suburbicaria di Albano. Morì il 20 maggio 1367 ad Avignone e fu sepolto nella cappella della Beata Vergine, che lui stesso aveva fatto costruire, nella chiesa dei Domenicani in Avignone. Il suo epitaffio così riportava:
PATER DOMINVS PETRVS ITERII EPISCOPVS ALBANENSIS

CARDINALIS AQVENSIS DOCTOR LEGVM EGREGIVS QVI OBIIT SVB

DIE MENSIS MAII DECIMO NONO ANNO DOMINI MCCCLXVII.

POST RECESSVM DOMINI VRBAN V»